# Iustin Marșieu
Iustin Marșieu (n. 1879, Socodor, Arad, România – d. decembrie 1955, Arad, România) a fost avocat, prefect al orașului și al județului Arad și deputat în Marea Adunare Națională de la Alba Iulia, organismul legislativ reprezentativ al „tuturor românilor din Transilvania, Banat și Țara Ungurească”, cel care a adoptat hotărârea privind Unirea Transilvaniei cu România, la 1 decembrie 1918 :pp. 87-88. 
A fost deținut politic între 1952 - 1955 când, fiind grav bolnav, a fost eliberat și a decedat după câteva zile.

## Biografie
S-a născut în anul 1879 la Socodor și a urmat școala primară la Socodor și Chișineu Criș. A fost un apropiat al familiei Mihai Veliciu, copilărind cu Romul Veliciu. După absolvirea liceului „Moise Nicoară” din Arad, a urmat cursurile Facultății de Drept din Budapesta. În perioada 1901 - 1905 a fost stagiar în cancelaria avocatului Mihai Veliciu, după care a profesat avocatura la Arad. A fost un membru activ al Asociației naționale arădene pentru cultura poporului român și colaborator al ziarului Tribuna Poporului, precum și unul din avocații ziarului în procesele de presă intentate de statul maghiar.

### Activitatea politică
A fost membru al Partidului Național Român din Transilvania și prefect al județului Arad între anii 1919-1920 și 1928-1931  :pp. 87-88.
Ca deputat în Adunarea Națională din 1 decembrie 1918 a fost delegat al Cercului electoral Chișineu-Criș  :pp. 87-88.
A fost strămutat cu domiciliul obligatoriu la Blaj, condamnat ca moșier și membru PNȚ și închis ca deținut politic între 1952-1955. Grav bolnav, a fost eliberat pe 19 decembrie 1955 și a decedat câteva zile mai târziu la Arad.

## In memoriam
- În Arad se află o stradă care-i poartă numele și Școala Gimnazială din Socodor îi poartă numele.
- A fost numit post-mortem Cetățean de Onoare al orașului Arad.[6]